# شوشن
شوشن (باليابانية 初心) هو مفهوم ياباني يُترجم إلى (عقل المبتدئ)، ويُعبّر عن حالة من الانفتاح والحماس عند التعلم تشبيهًا بالطالب المتواضع حديث العهد بالدراسة والذي يتحمس للمعرفة ويمتلك رغبة شديدة في التعلم من دون مُسبقات.
كلمة شوشِن (初心) هي مزيج من (شو) وتعني: مبتدئ أو أولي، و(شِن) وتعني: العقل.
المفهوم يشجع المتعلمين على الاقتراب من المعرفة بدون أحكام أو تحيزات أو مفاهيم مُسبقة، مما يشجع استمرار التعلم والإبداع. يُستخدم شوشن بشكل رئيسي في مجالات البوذية الزن وفنون القتال الياباني. وقد انتشر المفهوم خارج اليابان بسبب كتاب ألفه شونريو سوزوكي عنوانه: (عقل الزن، عقل المبتدئ ).
شوشن يعتبر فلسفة عملية لتقوية التفكير النقدي والإبداع، ويحمي من التحجر والانغلاق الفكري؛ يتضمن ذلك تأثير الإعداد ، حيث يصبح الشخص معتادًا على طريقة قديمة معينة في حل المشكلات ولا يهتم بالأساليب الجديدة. لذا يعد شوشن جزءًا مهمًا من الثقافة اليابانية.